# آبجو فروشی

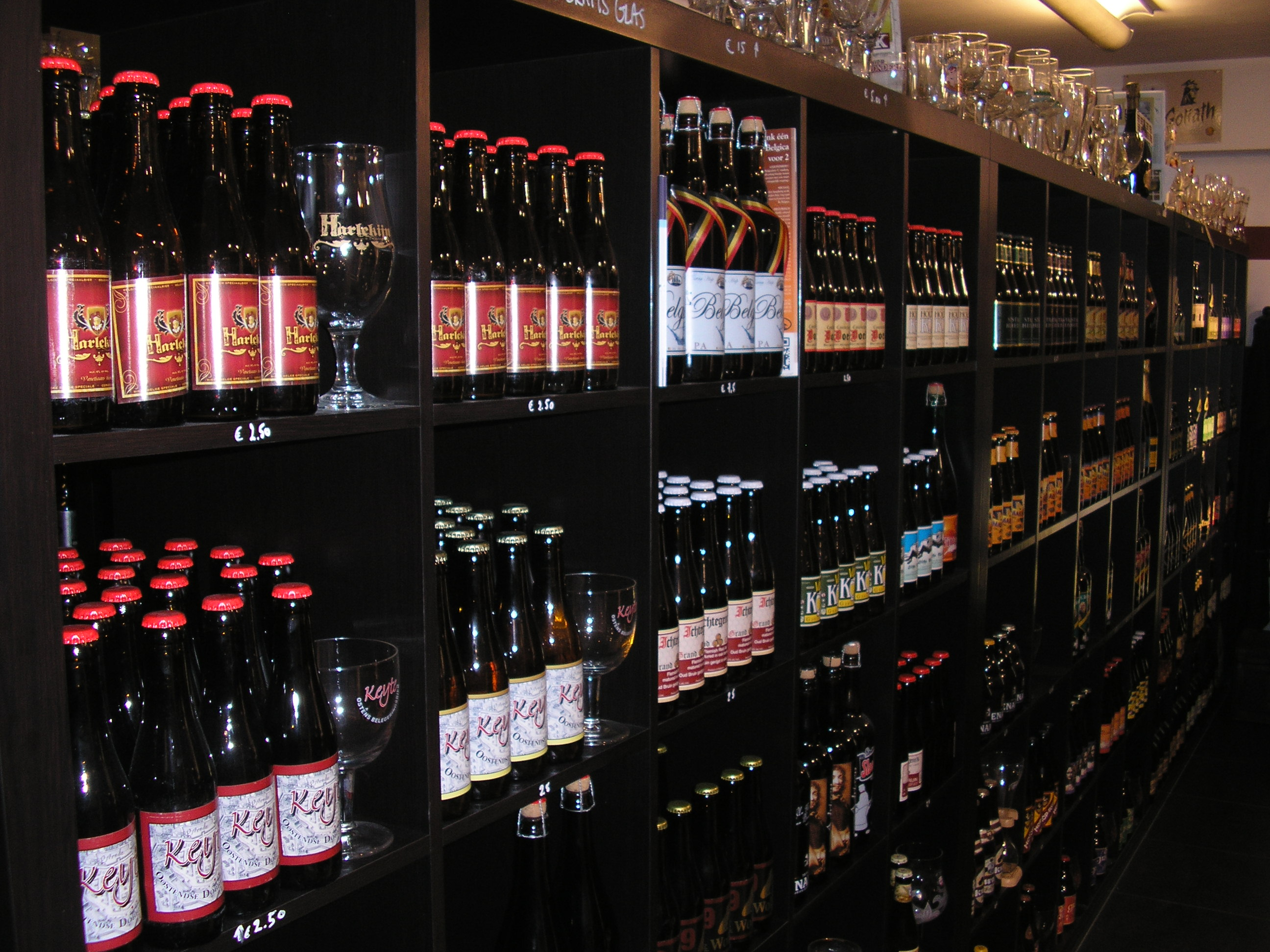
بطری آبجو و ظروف یک فروشگاه آبجو

آبجو فروشی (به انگلیسی: Beer shop) یک فروشگاه خرده‌فروشی است که در آن آبجو و دیگر کالاهای مربوط به آبجو فروخته می‌شود. آبجو فروشی را می‌توان در سراسر جهان یافت، اما در بسیاری از کشورهای معروف آبجو مانند بلژیک، آلمان و انگلستان وجود دارد. آبجو فروشی در اندازه‌های مختلف وجود دارند و ممکن است در خیابان‌ها یا در مراکز خرید واقع شوند. آبجو فروشی معمولاً انواع مختلفی از مارک‌های آبجو را ارائه می‌دهند. برخی از مغازه‌ها فقط آبجوهایی را که در منطقه خود شناخته شده یا معروف هستند ارائه می‌دهند.

با توجه به افزایش شرکت‌های تولیدی بسیاری از آبجو فروشی‌ها آبجو مخصوصی را از کارخانه آبجوسازی به فروش می‌رسانند. برخی از آبجو فروشی‌ها مزه‌هایی از آبجو، مانند آبجو شکلات را پیشنهاد می‌دهند. آبجو فروشی‌ها به طور عمده مجهز به کارکنان آموزش دیده و شرکت‌های آبجو می‌باشند که دانش گسترده‌ای در مورد آبجو دارند.